# Le Maître de forges (film, 1959)
Pour les articles homonymes, voir Le Maître de forges (homonymie).
Le Maître de forges (titre original : Il padrone delle ferriere), est un film hispano-italien réalisé par Anton Giulio Majano, sorti en 1959.
Il s'agit d'une adaptation du roman du même titre de Georges Ohnet, paru en 1882. Le film a pour principaux interprètes Antonio Vilar, Virna Lisi et Wandisa Guida.

## Fiche technique
- Titre : Le Maître de forges
- Titre original : Il padrone delle ferriere
- Réalisateur : Anton Giulio Majano
- Scénario : Anton Giulio Majano, d'après le roman de Georges Ohnet
- Photographie : Mario Montuori, assisté d'Alfio Contini (cadreur)
- Montage : Nino Baragli
- Musique : Angelo Francesco Lavagnino
- Scénographie : Ivo Battelli (it)
- Pays de production :  Italie |  Espagne
- Genre : melodrame historique
- Durée : 110 min
- Dates de sortie :
  - Italie : 11 mars 1959
  - Espagne : 30 novembre 1959
  - France : 15 juin 1960

## Distribution
- Antonio Vilar (VF : Claude Bertrand) : Philippe Derblay
- Virna Lisi (VF : Jany Clair) : Claire de Beaulieu
- Susana Campos (VF : Nelly Benedetti) : Sophie de Préfont
- Cathia Caro (VF : Marcelle Lajeunesse) : Suzanne Derblay
- Guido Celano (VF : Jean-Jacques Delbo) : Gobert
- Mario Colli (it) (VF : Michel Gudin) : Raoul de la Brède
- Riccardo Fellini : Max de Tremblay
- Ivo Garrani (VF : Claude Péran) : Monsieur Moulinet
- Wandisa Guida (VF : Jacqueline Porel) : Athenaïs de Moulinet
- Mario Girotti (VF : Jacques Thébault) : Octave de Beaulieu
- Evi Maltagliati (VF : Hélène Tossy) : Marquise de Beaulieu
- Dario Michaelis (VF : Jacques Beauchey) : le duc Gaston de Bligny
- Roberto Rey (VF : Serge Nadaud) : Maître Bachelin
- Warner Bentivegna (VF : Philippe Mareuil) : Camille de Préfond
- Massimo Pianforini (VF : Raymond Rognoni) : le docteur Garnier
- Nando Tamberlani (VF : Maurice Pierrat) : un invité au bal